# 노던 AFC
노던 AFC(Northern Association Football Club)는 1888년에 설립된 축구단이다.현재 풋볼 사우스 페더레이션에 참가하고 있으며 12개의 시니어 팀이존재한다. 

## 선수 명단

### 현역
- 재닉 고먼
- 알 줄란다 알 마왈리